# Vědecký zákon
Vědecký zákon je tvrzení založené na opakovaných experimentálních pozorování v podobě zákona, které zobecňuje chování nějakého systému za daných podmínek. Aby bylo tvrzení pokládáno za zákon, musí být široká paleta těchto podmínek známá. Takový zákon musí mít dobře zdokumentovaná úspěšná použití a rozšíření na další podmínky. Podobně by měly být známy okrajové podmínky platnosti zákona. Vědecký zákon je tedy vědecké zobecnění přírodních dějů v přírodě založené na empirickém pozorování. Empirické zákony jsou závěry založené na pokusech opakovaných po mnoho let a obecně přijímané vědci. Sestavení popisů dějů v přírodě pomocí vědeckých zákonů je cílem vědy.
Vědecký zákon se týká skutečného světa. Proto musí být založen na experimentu a pozorování a musí být možno jej testovat a případně dokázat jeho neplatnost (falzifikovatelnost). Analytická tvrzení, která jsou pravdivá nebo nepravdivá sama o sobě, nejsou vědeckými zákony, i když mohou být součástí vědeckých teorií.
Ačkoli pojem „vědecký zákon“ je úzce spjat s pojmem „vědecká teorie“, vědecký zákon nenahrazuje vědeckou teorii, se kterou je spjat. Vědecký zákon popisuje pozorování v přírodě, zatímco vědecká teorie se jej snaží vysvětlit.
Termín „vědecký zákon“ je tradičně spojen s přírodními vědami, takže bývá někdy používán jako synonymní s pojmem „přírodní zákon“. Své zákony má také fyzika, takže se můžeme setkat i se ztotožněním s pojmem „fyzikální zákon“. Někdy se tím myslí výhradně fundamentální fyzikální zákony. Své vědecké zákony má i třeba biologie, například Mendelovy zákony dědičnosti. Humanitní a společenské vědy mají také své zákony.
Někteří filozofové, jako například Descartes, striktně rozlišují mezi vědeckým přírodním zákonem jako něčím, co je vlastní přírodě, a poznáním tohoto přírodního zákona, které označují jako vědecký zákon.
Zejména fundamentální fyzikální zákony jsou často považovány za krásné a krása se u nich předpokládá. Tato krása pramení zřejmě z toho, že obvykle popisují nějakou symetrii. V jiných případech nebo oborech se elegance a priori nepožaduje. Například Newton vysvětloval svou víru v asymetrii vesmíru právě svým přesvědčením, že jeho zákony ji vyjadřují.